# フォックス諸島

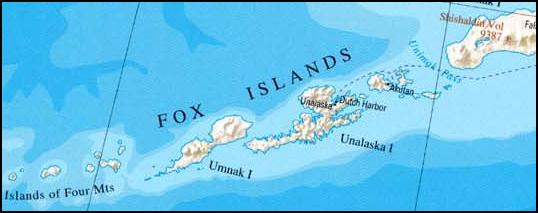
フォックス諸島

フォックス諸島（英:Fox Islands）は、アリューシャン列島の一部でアンドリアノフ諸島とアラスカ半島の間に位置する諸島である。アメリカ合衆国アラスカ州に属する。

## 地理
一年を通して、霧が多く発生している。また、暗礁が多いことから航海困難な場所となっている。アリューシャン列島を構成する他の島々（諸島）と同様に、フォックス諸島は頻繁に地震が起きている。

## 島嶼
ウガマク島、ウニマク島、ウナラスカ島、ウィズロー島、オグチュル島、オーガンゲン島、ダービン島、プストイ島、ポア島、アドゥガク島、サナック島、エイクタック島、アナングラ島、アマクナック島、ティガルダ島、アクン島、アクタン島、ウムナック島、アマックタ島、エッグ島、サマルガ島、セダンカ島、ウナルガ島、ディア島、バード島、ホッグ島、タンジク島、タンジナック島、ガーゴイル諸島

### クレニッツァン諸島
- エイクタック島、アヴァタナク島、カリカガン島、ルートク島、ラウンド島、ウガマク島

## 歴史
アリューシャン列島の先住民族であるアレウト族が何世紀にもわたって居住していたが、ロシア海軍によって採用されたヴィトゥス・ベーリング（デンマークのナビゲーター）はロシアの毛皮商人、猟師のために新しい狩猟場を求めて、1741年にヨーロッパ人としてこの地を初めて訪れた。
1942年、アマクナック島のダッチハーバー(Dutch Harbor)を日本海軍が空襲した。

## 由来
ロシアの探検家や毛皮商人によって、18世紀に島の名前が与えられた。

## 地震史
アリューシャン列島とフォックス諸島は環太平洋造山帯の一部に含まれているため、地震がたびたび発生する。
- 1902年1月1日5時29分30秒（協定世界時)にM7.0の地震が発生した[2]。
- 1905年9月15日6時2分(UTC)にM7.4の地震が発生した[3]。
- 1929年3月7日1時37分37秒9(UTC)にM7.8(独:リヒタースケール)の地震が発生し、ダッチハーバーやアラスカでも地震の揺れを観測した。ハワイのヒロでは、小規模な津波を記録した[4]。
- 1957年3月9日20時39分5秒16(UTC) にM7.1(リヒタースケール)の地震が発生し、アダック島で揺れを観測した[5]。
- 1986年5月8日にM7.7の地震が発生し、津波が発生。この津波によって、アンドリアノフ諸島のアダック島で88cmの津波を観測した。国内では石巻市鮎川で15cmの津波を観測した。北海道から九州地方の太平洋沿岸にかけての広範囲と小笠原諸島で弱い津波が観測された[6]。
- 1996年6月10日にMw7.9の地震が発生し、アンドリアノフ諸島のアダックで18cmの津波、父島二見で14cmの津波を観測した。北海道から近畿地方の太平洋沿岸にかけて小笠原諸島で弱い津波が観測された[7]。
- 2007年12月26日22時4分56秒(UTC)にM6.4の地震が発生した[8]。
- 2009年10月13日には複数回の地震が発生した[9][10]。
- 2009年10月14日5時21分にMw6.4深さ14kmの地震が発生した。
- 2010年7月18日14時56分(日本標準時)にM6.7の地震が発生した[11]。
- 2011年6月24日12時9分(日本時間)にM7.2の地震が発生した。フォックス諸島のニコルスキーで10cm、アンドリアノフ諸島のアダックで6cmの津波を観測した（米国海洋大気庁）。国内での津波の影響はなかった[12]。
- 2011年9月2日19時55分（日本時間）にM6.8、深さ35kmの地震が発生し、フォックス諸島のニコルスキーで10cm、アトカ島で6cmの津波が観測された。国内では津波は観測されず、影響はなかった[13]。
- 2012年8月11日3時37分（日本時間）にM6.2、深さ12kmの地震が発生[14]。
- 2014年6月20日12時16分48秒7(UTC)にMw5.4、深さ40kmの地震が発生[15]。
- 2014年7月1日16時09分56秒(UTC)にM4.9、深さ25kmの地震が発生[16]。
- 2014年8月13日13時58分1秒7(UTC)にM4.3、深さ126kmの地震が発生[17]。

## フィクションにおけるフォックス諸島
メタルギアシリーズのメタルギアソリッドの作中で、シャドー・モセス島事件 (Shadow Moses Incident)としてフォックス諸島が出ている。
内容は、オールド・モセスの活動によって戦後誕生した孤島で断崖絶壁に囲まれており、付近の漁師ですら容易に近づくことが困難であり、一般地図には表記されておらず、漁師からは「影のモセス（シャドーモセス）」と呼ばれ、伝説の島として語り継がれている。島内は核廃棄施設が建設中で、その裏では、兵器開発の研究所兼工場となっている。アームズテック社と国防高等研究計画局によって、メタルギアREXが建造された。滑走路がなく、物資を自給自足するための発電施設、溶鉱炉がある。
2005年にアラスカのフォックス諸島沖にある孤島シャドー・モセス島の核兵器廃棄所で、メタルギアREXの演習を行っていたFOXHOUNDと次世代特殊部隊がその島を占拠する事件が起こる。MGS4では、この事件を略して「モセス事件」と呼ばれている。
スネークが再訪した2014年には、地球温暖化の影響（海面上昇）によって、フォックス諸島全体が消滅しかかっている状態で、美鈴からは「忘れ去られた島」と評され、シャドー・モセス島事件から9年が経ったあとも、施設や設備などが当時のまま放置されていた。また、メタルギアREXも回収されておらず、破棄されていた。「シャドー・モセス島」を略して、「モセス島」と呼ばれる。

## 参考資料
1. ↑  “Feature Detail Report for: Fox Islands”. 2015年1月22日閲覧。
2. ↑  “Magnitude 7 and Greater Earthquakes in the United States”. 2015年1月21日閲覧。
3. ↑  “Magnitude 7 and Greater Earthquakes in the United States”. 2015年1月21日閲覧。
4. ↑  Erdbeben vom 7. März 1929, abgerufen am 29. März 2009, 13:10 Uhr
5. ↑  Erdbeben vom 9. März 1957, abgerufen am 29. März 2009, 13:10 Uhr
6. ↑  “９月２日 アリューシャン列島フォックス諸島の地震”. 2014年10月4日閲覧。
7. ↑  “６月 24 日 アリューシャン列島フォックス諸島の地震”. 2014年10月4日閲覧。
8. ↑  “Magnitude 6.4 - FOX ISLANDS, ALEUTIAN ISLANDS, ALASKA”. 2015年1月21日閲覧。
9. ↑  “l 世界の主な地震”. 2014年10月4日閲覧。
10. ↑  “4.7 magnitude earthquake”. 2014年10月4日閲覧。
11. ↑  “アラスカ、フォックス諸島でM６．７発生”. 2014年10月4日閲覧。
12. ↑  “世界の地震活動　(2011年6月～10月)”. 2014年10月4日閲覧。
13. ↑  “世界な主な地震　”. 2014年10月4日閲覧。
14. ↑  “アラスカ・フォックス諸島でM6.2の地震・津波なし（8/11）【第1報】”. 2015年1月21日閲覧。
15. ↑  “M 5.4 - FOX ISLANDS, ALEUTIAN ISLANDS - 2014-06-20 12:16:48 UTC”. 2014年10月4日閲覧。
16. ↑  “M 4.9 - FOX ISLANDS, ALEUTIAN ISLANDS - 2014-07-01 16:09:56 UTC”. 2014年10月4日閲覧。
17. ↑  “M 4.3 - FOX ISLANDS, ALEUTIAN ISLANDS - 2014-08-13 13:58:01 UTC”. 2014年10月4日閲覧。